# 皮骨角

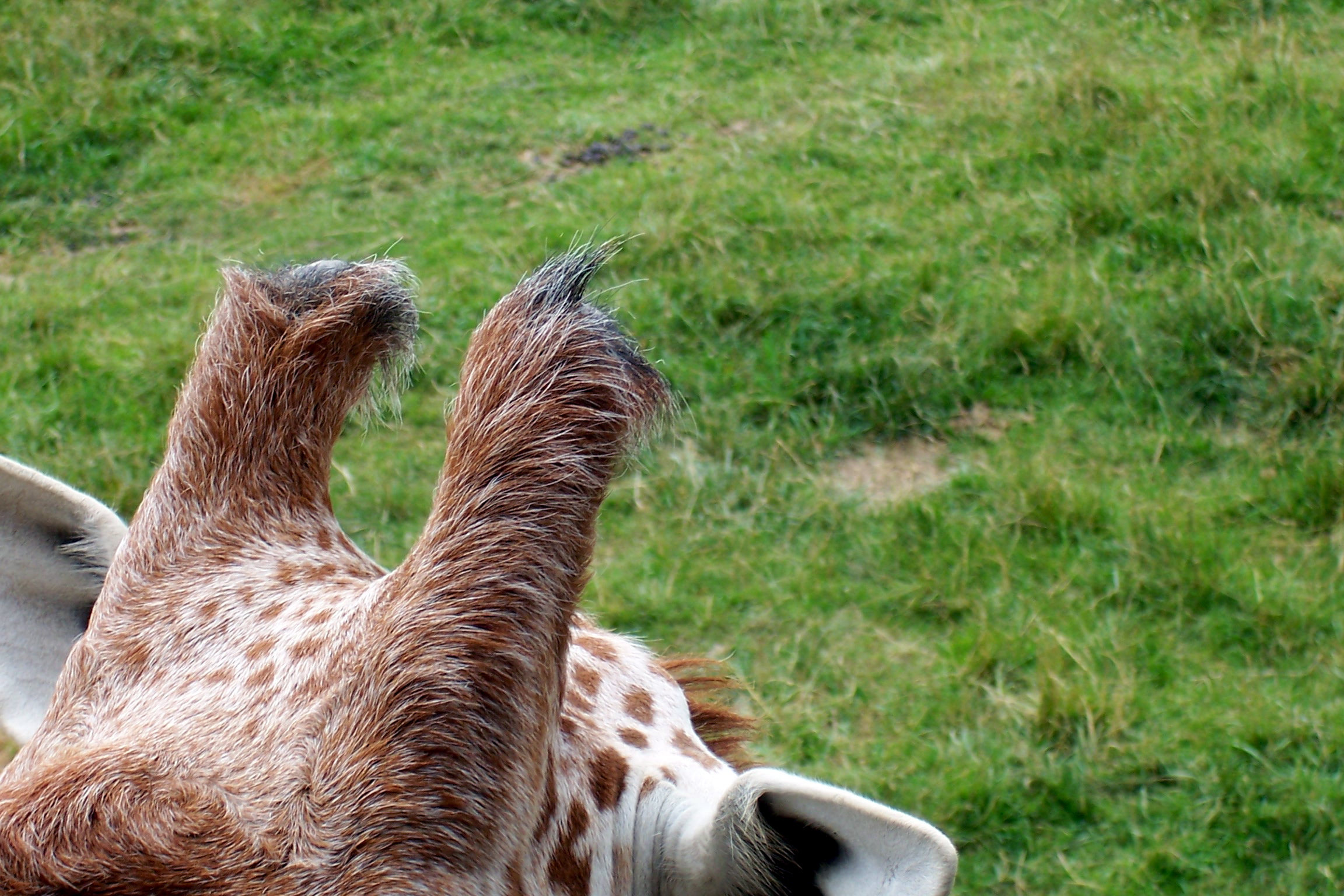
网纹长颈鹿的皮骨角

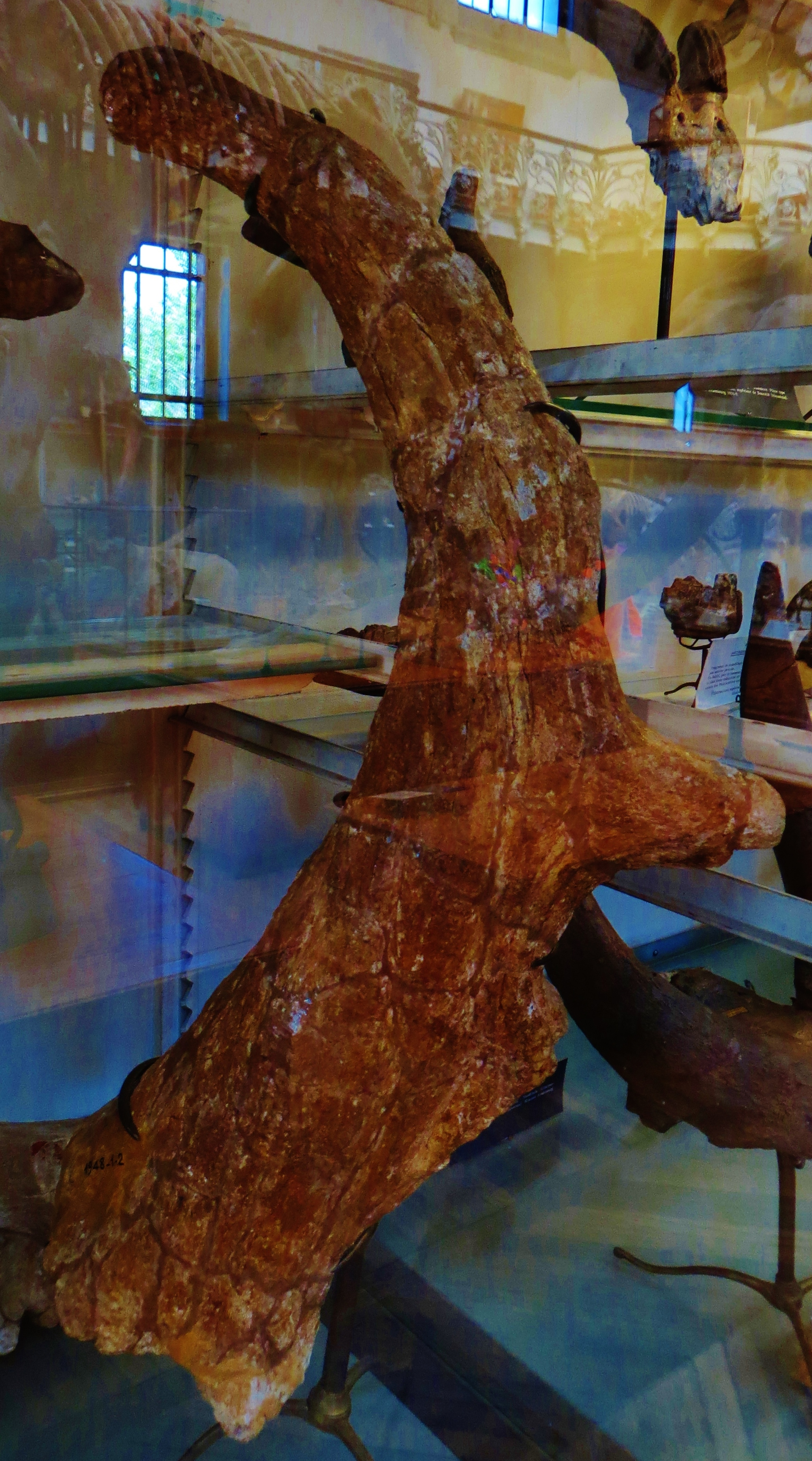
西瓦鹿的皮骨角化石，外观像鹿角一样

皮骨角是指长颈鹿、雄性㺢㹢狓等动物头上的犄角。此外，现已灭绝的西瓦鹿和梯角鹿科动物（如Climacoceras）头部也生有这种结构。部分学者曾认为这些灭绝种头部的皮骨角并非真正意义上的皮骨角；不过后续的研究表明，这些动物的皮骨角和长颈鹿科的动物很接近。皮骨角位于背骨、额骨上，随着年龄的增加会逐渐长到头骨上。
皮骨角和洞角类似，区别在于皮骨角由软骨组织骨化而成，而非由活骨直接形成，而且皮骨角上由皮毛覆盖，而非角蛋白。
皮骨角一出生起就存在，但刚生下来时皮骨角贴着头部而不是长在头骨上，以防降生时受伤。雄性动物和雌性动物的皮骨角结构、用途都有不同。雄性的皮骨角更厚，因雄性长颈鹿喜欢脖击而导致皮骨角顶部的骨骼裸露出来。这些皮骨角还会增加长颈鹿头部的重量，使得其脖击时的攻击威力更大，有时甚至能致命。皮骨角的出现也导致了一些其他的进化特征，如动物的外皮更重，真皮层也出现了特化的防御。

## 拓展阅读
- Hou, Sukuan; Danowitz, Melinda; Sammis, John; Solounias, Nikos. . Zitteliana. 2014, 32: 91–8  [2019-12-22]. （原始内容存档于2020-02-13）.
- Solounias, N; Moelleken, S. M. C. . Journal of Mammalogy. 1991, 72 (1): 215–7. JSTOR 1382004. doi:10.2307/1382004.
- Churcher, Charles S. . . 1990: 180–94. ISBN 978-1-4613-8968-2. doi:10.1007/978-1-4613-8966-8_5.
- Davis, E. B; Brakora, K. A; Lee, A. H. . Proceedings of the Royal Society B: Biological Sciences. 2011, 278 (1720): 2857–65. JSTOR 41315010. PMC 3151718 . PMID 21733893. doi:10.1098/rspb.2011.0938. 简明摘要 – ScienceDaily (July 10, 2010).
- Danowitz, Melinda; Barry, John C; Solounias, Nikos. . PLOS ONE. 2017, 12 (9): e0185139. PMC 5605118 . PMID 28926638. doi:10.1371/journal.pone.0185139.
- Ríos, María; Sánchez, Israel M; Morales, Jorge. . PLOS ONE. 2017, 12 (11): e0185378. PMC 5665556 . PMID 29091914. doi:10.1371/journal.pone.0185378. 简明摘要 – Science (November 2, 2017).